# Af Bjerkén
af Bjerkén är en västgötsk släkt, stammande från Bjärke by i Hova socken, Skaraborgs län. Släktens förste kände medlem var häradsdomaren i Vadsbo Hans Torbernsson, vars sonsons son, expeditionssekreteraren Johan Bjerkén (1725–1780) adlades 1770. Hans ättegren utslocknade med honom själv 1780.
På samma nummer och namn adopterades 1773 4/2 resp. 24/7 Johan af Bjerkéns båda bröder, kaptenen vid Upplands regemente Gustaf Bjerkén (1729–1799) och med.dr, assessorn Per Bjerkén (1731–1774), vilka även introducerades 1773 17/12.

## Kända medlemmar
- Pehr af Bjerkén den äldre (1731-1774), läkare
- Pehr af Bjerkén den yngre (1765-1818), läkare
- Pehr af Bjerkén (1859-1919), fysiker